# Viscum katikianum
Viscum katikianum är en sandelträdsväxtart som beskrevs av Bryan Alwyn Barlow. Viscum katikianum ingår i släktet mistlar, och familjen sandelträdsväxter. Inga underarter finns listade i Catalogue of Life.